# La Presqu'île (film)
 (février 2023).
Pour plus de détails, voir Fiche technique et Distribution.
La Presqu'île est un film français réalisé par Georges Luneau et sorti en 1986.

## Synopsis
Simon, et sa maitresse Irmgard d’origine allemande se sont donnés rendez-vous dans un petite gare en Bretagne.
Pour tromper son attente, Simon décide de faire seul, le trajet qui doit les conduire à la mer. 
C'est un film sur l'attente dont il s'agit ; attente doublée d'un vagabondage de Simon à travers des paysages de "fin de saison" qui sont aussi ceux de ses vacances d'enfant. 
Un cheminement entrecoupé de haltes, de "flash-back", de réminiscences, de fantasmes évoquant soit son enfance, soit la femme absente et les incertitudes de sa venue. 
Le film définit le rapport au monde de Simon à travers la description d'un paysage extérieur qui alimente et dessine un paysage intérieur.

## Fiche technique
- Titre : La Presqu'île
- Réalisation : Georges Luneau
- Scénario : Georges Luneau, d'après la nouvelle éponyme de Julien Gracq, La Presqu'île
- Photographie : Jean-Michel Humeau
- Son : Frédéric Hamelin et Michael Hemmerling
- Montage : Marie-Aimée Debril et Jean Gargonne
- Production : A.R.C. (Atelier de réalisation cinématographique de Bretagne)
- Pays  :  France
- Durée : 83 minutes
- Date de sortie : France - 1986

## Distribution
- Gérard Blain : Simon
- Barbara Rudnik : Irmgard